# 사카테촌 (이바라키현)
사카테촌(坂手村)은 이바라키현 기타소마군에 일찍이 존재했던 촌이다. 

## 지리
이바라키현 기타소마군 북서부에 있던 촌이다. 구 기타소마군 중 기누가와강 서안에 존재했던 3개의 촌(1889년 이전에는 4개의 촌을 가지고 있었다.) 중 하나이며, 구 촌 구역의 동쪽 끝에는 기누가와강이 흐르고 있다. 
현재의 조소시 남서부에 해당한다.

## 역사
- 1873년 6월 15일 - 폐번치현에 의해 소마군이 지바현 소속이 되었다.
- 1875년 5월 7일 - 소마군 중 토네강 이북은 이바라키현으로 이관되었다.
- 1878년 7월 22일 - 군구정촌 편제법이 시행되어 소마군이 2개로 분할되어 기타소마군이 성립되었다.
- 1889년 4월 1일 - 정촌제 시행에 수반해, 기타소마군 사카테촌이 성립하였다.
- 1954년 7월 10일 - 사카테촌은 미즈카이도정에 편입해 소멸하였다. 미즈카이도정은 당일 시로 승격해 미즈카이도시가 되었다.

## 지역의 변천

### 시정촌 영역
| 1878년 7월 21일 이전 | 1878년 7월 22일 - 1954년 7월 9일 | 1954년 7월 10일 - 2006년 1월 1일 | 현재   |
| -------------------- | -------------------------------- | -------------------------------- | ------ |
| 소마군 사카테촌      | 기타소마군 사카테촌              | 미즈카이도시                     | 조스시 |